# Двухфотонный лазерный микроскоп
Двухфото́нный ла́зерный микроско́п — лазерный микроскоп, позволяющий наблюдать живые ткани на глубине более одного миллиметра, используя явление флуоресценции. Двухфотонный микроскоп является разновидностью мультифотонного флуоресцентного микроскопа. Его преимущества по сравнению с конфокальным микроскопом — большая проникающая способность и низкая степень фототоксичности.
Двухфотонный микроскоп был впервые сконструирован Винфредом Денком в лаборатории В. В. Вебба в Корнеллском университете. Он скомбинировал идею двухфотонного возбуждения с лазерным сканированием.

## Принцип действия
Двухфотонный лазерный микроскоп основан на физическом принципе, описанном Марией Гёпперт-Майер в её докторской диссертации в 1931 г.
Процесс двухфотонного возбуждения происходит следующим образом: два фотона, обладающие низкой энергией, возбуждают флюорофор (способную к флюоресценции молекулу или часть молекулы) в течение одного квантового события. Результатом этого возбуждения является последующее испускание возбужденными молекулами флюоресцентного фотона. Энергия флуоресцентного фотона больше энергии возбуждающих фотонов.
Вероятность того, что оба фотона возбуждения будут поглощены одной молекулой, очень мала. Поэтому необходим большой поток возбуждающих фотонов, который можно получить при помощи лазера, испускающего фотоны с большой частотой следования импульсов (80 МГц). Наиболее часто используемые флюорофоры имеют спектр возбуждения в промежутке 400—500 нм, в то время как длина волны возбуждающего лазера находится в промежутке 700—1000 нм (область инфракрасных волн). Если флюорофор поглотит одновременно два фотона, то он получит достаточно энергии, чтобы перейти в возбужденное состояние. Далее возбужденный флюорофор испустит один фотон (в видимой части спектра), длина волны которого зависит от типа флюорофора.
Поскольку для того, чтобы флюорофор перешёл в возбуждённое состояние, необходимо поглощение двух фотонов, вероятность испускания флюорофором вторичного фотона пропорциональна квадрату интенсивности возбуждения. Поэтому флуоресценция будет сильнее в случае, когда луч лазера четко сфокусирован, а не рассеян. Максимальная флуоресценция наблюдается в фокальном объёме (объёме, где сфокусирован луч лазера) и демонстрирует резкое уменьшение в области вне фокуса.

## Конструкция
В двухфотонном микроскопе луч инфракрасного лазера сфокусирован с помощью собирающей линзы объектива. Обычно используется высокочастотный 80 МГц сапфировый лазер, испускающий импульс с длительностью 100 фемтосекунд, обеспечивающей высокую плотность фотонного потока, которая необходима для двухфотонного поглощения.
Свет, испускаемый флюоресцирующим образцом, усиливается с помощью высокочувствительного фотоумножителя. Поскольку приёмник света является одноканальным, наблюдаемая в данном фокальном объёме интенсивность света формирует один пиксел изображения. Для того чтобы получить двухмерное пиксельное изображение, производится сканирование в фокальной плоскости образца.

## Преимущества и недостатки
Использование инфракрасного света для возбуждения флюорофора в исследуемых тканях имеет свои преимущества:
- Длинные волны рассеиваются меньше, чем короткие, что обеспечивает высокое пространственное разрешение.
- Возбуждающие фотоны имеют маленькую энергию, следовательно, они менее разрушительны для тканей (что продлевает жизнь исследуемой ткани).

Но есть и некоторые недостатки:
- Для работы лазера требуются дорогие оптические приборы для обеспечения интенсивности импульса.
- Двухфотонный спектр поглощения флюорофора может сильно меняться в отличие от однофотонного спектра поглощения.
- Луч с длиной волны более 1400 нм значительно поглощается водой в живых тканях.